# Шлебуш, Алвин
Алвин Луис Шлебуш (африк. Alwyn Louis Schlebusch; 16 сентября 1917, Леди-Грей, Южно-Африканский Союз — 7 января 2008, Претория, ЮАР) — южно-африканский политический деятель, вице-государственный президент ЮАР с 1 января 1981 по 14 сентября 1984 года.

## Биография
Алвин Луис Шлебуш родился 16 сентября 1917 года в Леди-Грей Капской провинции доминиона Южно-Африканский Союз в семье африканеров германского происхождения.
В 1940-х годах был мэром города Хеннеман в Оранжевом Свободном Государстве.
C 1962 по 1980 год — депутат парламента ЮАР от Крунстада. С 1974 по 1976 год — спикер Национальной ассамблеи. С 1976 по 1978 год — министр общественных работ, с 1976 по 1979 год — иммиграции, в 1978 году — внутренних дел, в 1979 году — одновременно министр юстиции и министр по делам рас, с 1979 по 1980 год — министр юстиции. В 1980 году руководил правительственной комиссией по реформе южно-африканской государственной системы, предполагавшей некоторую либерализацию системы апартеида. По его иницитиативе Сенат был заменён Советом резидента, включавшим белых, цветных, индийцев и китайцев. 6 октября 1980 года парламент ЮАР на специальной сессии избрал Шлебуша на пост вице-государственного президента ЮАР, который он занимал с 1 января 1981 по 14 сентября 1984 года. С 1986 по 1989 год был министром без портфеля. Отвечая на вопрос журналиста «Rand Daily Mail» Бенджамина Погранда на закрытом заседании в Кейптауне в начале 1980-х годов, Шлебуш сказал, что «если вы хотите, чтобы я подвёл итоги нашей политики в одном слове, то это слово сострадание».
Его жена Изабель, основавшая кампанию против рака «Toktokkie», умерла в 1996 году. Позже он женился на Жанет Руан ван Руйен.
Алвин Шлебуш скончался в возрасте 90 лет 7 января 2008 года в отделении интенсивной терапии Восточной больницы Претории, после двухнедельной госпитализации с воспалением легких. Свои соболезнования принесли бывший госпрезидент ЮАР Фредерик де Клерк и президент ЮАР Табо Мбеки.
Был похоронен рядом с женой на кладбище в Крунстаде. После него остались сын Сарел, две дочери: Изабель и Бетси, 14 внуков и 5 правнуков.